# Ścichawka
Ścichawka – struga, prawy dopływ Widawki o długości 12,06 km. 
Płynie w kierunku równoleżnikowym, ze wschodu na zachód. Źródła Ścichawki znajdują się w okolicach miejscowości Kaszewice-Kolonia w gminie Kluki. Przepływa przez Podścichawę, Ścichawę, Jeżowiznę, Chmielowiec i Szubienice. Do Widawki uchodzi w okolicy wsi Podklucze w gminie Szczerców. Płynie głównie przez tereny rolnicze. W górnym biegu wcina się głęboko w tereny Wysoczyzny Bełchatowskiej, w dolnym biegu płynie w płaskiej podmokłej dolinie przez tereny Kotliny Szczercowskiej. Na całej długości jest uregulowana. W okresie letnim bardzo intensywnie zarasta roślinnością.